# Lindell Wigginton
Lindell Shamar Wigginton (ur. 28 marca 1998 w Halifaxie) – kanadyjski koszykarz występujący na pozycji rzucającego obrońcy, obecnie koszykarz Milwaukee Bucks oraz zespołu G-League – Wisconsin Herd.
W 2014 zajął szóste miejsce w turnieju Nike Global Challenge. Rok później wystąpił w meczach wschodzących gwiazd – Nike Hoop Summit i Derby Classic. Został też wybrany do III składu USA Today’s All-USA
Reprezentował Toronto Raptors podczas rozgrywek letniej ligi NBA w Las Vegas.

## Osiągnięcia
Stan na 14 stycznia 2022, na podstawie, o ile nie zaznaczono inaczej.
NCAA
- Uczestnik rozgrywek turnieju NCAA (2019)
- Mistrz turnieju konferencji Big 12 (2019)
- Najlepszy rezerwowy Big 12 (2019)
- Zaliczony do:
  - I składu:
    - najlepszych nowo przybyłych zawodników Big 12 (2018)
    - turnieju Big 12 (2019)

  - składu honorable mention All-Big 12 (2018, 2019)
- Zawodnik tygodnia Big 12 (18.02.2019)
- Najlepszy nowo przybyły zawodnik tygodnia Big 12 (11.12.2018, 15.01.2019, 26.02.2019)

Indywidualne
- Zawodnik roku:
  - Canadian Elite Basketball League Clutch Player of the Year (2021)
  - Canadian Elite Basketball League Player of the Year (2021)
- Zaliczony do I składu:
  - All-CEBL (2021)
  - All-CEBL Canadian (2021)

Reprezentacja
- Mistrz świata U–19 (2017)
- Wicemistrz Ameryki U–18 (2016)